# 노키아 5800 익스프레스뮤직
노키아 5800 익스프레스뮤직(Nokia 5800 XpressMusic)은 노키아에서 출시한 스마트폰이다. 2008년 10월 2일 공개되었고 2008년 11월 27일 판매가 시작되었다. 심비안 OSS60v5 플랫폼을 사용한 기기로는 첫 번째로 터치스크린을 입력 장치로 채택하였다. 익스프레스뮤직 시리즈로 출시되었으며, 음악과 멀티미디어 재생을 주안점으로 설계되었다.
노키아 5800 익스프레스뮤직은 640x360 픽셀 해상도의 3.2인치 디스플레이를 갖추고 있으며 GPS, HSDPA 및 와이파이 지원과 같은 노키아 N시리즈의 표준 기능을 많이 갖추고 있다. 2008년에 큰 기대를 모았던 이 장치는 출시 후 1년 만에 800만 대가 판매되는 상업적 성공을 거두었다. 스타일러스 제공과 저렴한 가격으로 칭찬을 받았지만 카메라 및 소프트웨어 문제로 비평가들로부터 부정적인 평가를 받았다.

## 판매
2009년 1월 23일, 노키아는 아직 전 세계적으로 완전히 출시되지 않았음에도 불구하고 백만 번째 5800 익스프레스뮤직 장치를 출하했다고 발표했다. Noknok은 4월에 그것이 역대 가장 빠르게 판매되는 스마트폰 중 하나라고 보고했다. 2009년 4월 16일 발표된 노키아의 1분기 보고서에서는 회사가 해당 분기 동안 260만 대를 출하했으며 스마트폰 출시 이후 누적 출하량이 300만 대 이상이라고 발표했다. 2009년 7월 16일에 발표된 2분기 결과에 따르면 해당 분기 동안 370만 대가 출하되었으며 출시 이후 총 680만 대 이상이 출하되었다. 2009년 11월 기준으로 800만개 이상이 판매되었다.

## 같이 보기
- 리얼플레이어